# ジェレミー・ミラー
ジェレミー・ミラー（Jeremy Miller, 1976年10月21日 - ）は、アメリカ合衆国出身の俳優である。

## 人物
『愉快なシーバー家』の次男（第三子）、ベン・シーバー役で有名。

## 出演作品

### テレビ
- 愉快なシーバー家（ベン・シーバー）

### 映画
- 愉快なシーバー家 ママの選挙運動
- パパはキャリア・ウーマン/肉親探し大騒動
- エマノン